# Cerastis lepetitii
Cerastis lepetitii là một loài bướm đêm trong họ Noctuidae.